# Zoella
Zoe Elizabeth Sugg (Lacock, Inglaterra; 28 de marzo de 1990), también conocida como Zoella, es una bloguera de moda y belleza, youtuber y autora británica. Su novela de debut, Girl Online, fue lanzada en noviembre de 2014 y rompió récord de ventas en la primera semana de su lanzamiento.

## Vida personal
Zoe Sugg es la hermana mayor de Joe Sugg, que también es un bloguero y personalidad de internet conocido como: ThatcherJoe. Ella creció en Lacock, Wiltshire, donde asistió a The Corsham School secondary school. Actualmente vive en Brighton.
Zoe Sugg está en una relación desde octubre de 2012 con Alfie Deyes, un YouTuber conocido como PointlessBlog. En marzo de 2021 anunciaron que estaban esperando su primer hijo. Su hija, Ottilie Rue Deyes, nació el 29 de agosto de 2021. Su segunda hija, Novie Nell Deyes, nació el 6 de diciembre de 2023.

## Carrera
Sugg estaba trabajando como aprendiz en una empresa de diseño de interiores cuando creó su blog "Zoella", en febrero de 2009. A finales de ese año, ya tenía mil seguidores y en septiembre de 2015 había recibido más de 540 millones de visitas totales. Los tips de moda, belleza, estilos de vida y el éxito del blog, la llevaron a subir videos a su canal de YouTube en 2009.
En 2013, Sugg fue nombrada como una de las embajadoras del Servicio de Ciudadano Nacional, ayudando a promover el servicio de la juventud recién lanzado. Al año siguiente fue nombrada como la primera "Embajadora Digital" para la mente, la organización benéfica de salud mental.

### YouTube
Su canal principal llamado "Zoella", muestra principalmente vídeos de moda y belleza. Su segundo canal, MoreZoella, contiene mayoritariamente vlogs donde muestra sus espectadores qué  hace en su día. Sugg ha hecho muchas colaboraciones en su canal Zoella con otro YouTubers, incluyendo: Louise Pentland, Tanya Burr, Alfie Deyes, Tyler Oakley, Troye Sivan, Grace Helbig, entre otros.
En diciembre de 2014 Sugg fue criticada por filmar mientras conducía en su coche. Un miembro de la Policía Metropolitana dijo "Podría haber matado a alguien. ¿Cómo puede alguien que tiene sus ojos en la carretera por esa cantidad de tiempo detener el control completo de un vehículo?" El portavoz de Sugg declaró que "en el momento de la filmación el tráfico era mínimo y que en la mayoría de la duración del vídeo el vehículo se encontraba estacionado".

### Novelas
Sugg firmó un contrato de dos libros con Penguin Books en 2014. Los derechos editoriales norteamericanos estuvieron adquiridos por Atria.
La novela debut de Zoella, Girl Online, fue lanzada el 25 de noviembre de 2014. El libro está dirigido a un público juvenil y cuenta la historia de una chica de 15 años, quien es una bloguera anónima y qué pasa cuándo su blog se vuelve viral. A pesar de que muchos consideran que el libro es una novela basada en la vida de Zoella, Sugg ha declarado que el libro no es "de ningún modo autobiográfico".
El pingüino declaró que "Sugg no escribió Girl Online por su cuenta", declarando que"ha trabajado con un equipo editorial de expertos para ayudarla a dar vida a sus personajes y experiencias en una historia conmovedora y convincente".
Una secuela, Girl Online: On Tour, fue lanzada el 20 de octubre de 2015.

### Música
Sugg presentó en el 2014 un sencillo llamado "Do They Know It's Christmas?" como parte de Band Aid 30. La recaudación del dinero fue donada a los afectados por la epidemia del virus ébola en África Occidental.

### Zoella Beauty
Sugg lanzó una gama de productos de belleza bajo el nombre de "Zoella Beauty" en septiembre de 2014.

## Lista de obras
- Girl Online (2014).
- Girl Online: On Tour (2015).
- Girl Online: Going Solo (2016).